# Ірландський водяний спанієль
Ірландський водяний спанієль(англ. Irish Water Spaniel) — порода собак, які створені для відкритого простору. У ХІХ ст. в Ірландії цю породу було виведено, також розводять в інших країнах Європи, Канаді та Сполучених Штатах Америки.

## Зовнішній вигляд
Ірландський спанієль є стрункою собакою з міцною тілобудовою. Густа коротка шерсть вкриває: чоло, морду і шию, обличчя обрамлює пишна кучерява «перука». Довгі висячі вуха теж кучеряві. Притаманний для цієї породи окраса є темно-коричневий зі сливовим відтінком. Манери та звички поведінки в ірландського спанієля можна зустріти у таких порід: пудель, португальський водяний собака, барбет.
Про те, що ірландський водяний спанієль є нащадком цих, або інших порід або їх змішування порід йдуть постійні суперечки. Але ясно одне — порода має давнє коріння, а сучасний стандарт породи був розроблений в 30-ті роки XIX століття в Ірландії Джастіном Маккарті з Дубліна.

## Хвороби
Ці собаки чутливо переносять вакцинацію, здібні до захворювань очей, катаракти і ентропії. Довгі висячі вуха утворюють передумови для виникнення вушних інфекцій. Також вони можуть мати алергію, пароніхію.

## Характер
Ірландському спанієлю властива спостережливість, він відкритий для спілкування, легко входить у сім'ю. Вони віддані своєму хазяїну, добре лагодить з дітьми, у незнайомій компанії може поводитись сором'язливо.

## Харчування
Для харчування слід укладати збалансований раціон, у якому переважатимуть білкові страви[недоступне посилання з червня 2019]. Звичайна сіль дуже корисна для цих собак. Крім м'яса, пропонуйте спаніелю хліб, зелень і овочі. Стандартний раціон середньої собаки становить — 1-1,5 денний об'єм натурального корму.

## Дресування
Ірландський спанієль схильний до навчання, проте йому швидко набридає одноманітність. В процесі дресування собака може демонструвати незалежність і впертість. Тут слід використовувати тверді, справедливі та послідовні методи навчання.